# ماركوس كوبر (رجل أعمال)
ماركوس كوبر (بالإنجليزية: Marcus Cooper)‏ هو شخصية أعمال بريطاني، ولد في 1966.